# Solvente eutettico profondo
I solventi eutettici profondi (chiamati anche DES, acronimo dall'inglese) sono solventi composti da due o più componenti, almeno un donatore e un accettore di legame idrogeno, che interagiscono tra loro autoassociandosi formando una miscela eutettica con una temperatura di fusione molto inferiore a quella dei suoi componenti. Si accetta che l'autoassociazione avvenga attraverso interazioni di legame idrogeno, dove si presume che possano svolgere un ruolo anche le forze di Van der Waals. I DES sono anche chiamati miscele a bassa temperatura di transizione (LTTM).

## Storia
Nel 2004 Andrew P. Abbott dell'Università di Leicester introdusse il termine “Deep Eutectic Solvent” (DES) riferendosi a miscele eutettiche di sali di ammonio quaternario, come il cloruro di colina, e di composti donatori di legame ad idrogeno come ammidi, acidi carbossilici o polioli. Oggetto di interesse da subito i solventi eutettici profondi sono stati recentemente (2017) sottoposti a numerosi studi definendone la tossicità, le caratteristiche fisiche e la capacità di rendere solubili una gran numero di molecole. Già nel 2011, è stata riferita la possibilità di DES naturali e denominandoli solventi euteci naturali profondi (NADES).

## Proprietà
La delocalizzazione di carica tra i componenti ha per conseguenza l’abbassamento della temperatura di fusione della miscela rispetto a quella dei singoli componenti conferendo a questi solventi caratteristiche chimico-fisiche peculiari. I valori di solubilizzazione sono confrontabili con quelli dei tradizionali liquidi ionici, tanto da essere spesso classificati come “liquidi ionici di nuova generazione” , ma rispetto a questi ultimi, i DES presentano diversi vantaggi, tra cui una bassissima tossicità dei componenti, facilità di preparazione, basso costo, elevata biodegradabilità e stabilità in presenza di acqua.

## Applicazioni
Grazie alla loro versatilità, basso costo e minore impatto ambientale questi solventi si sono rapidamente diffusi in molti settori della chimica. Sono d'uso nell’elettrochimica, nell’estrazione e separazione di composti organici e nella loro sintesi, nella sintesi di polimeri e nanomateriali, nella catalisi (organica, metallorganica ed enzimatica). È stata anche studiata la loro applicabilità nella produzione e purificazione di biodiesel, e la loro capacità di estrarre i metalli per l'analisi.